# Новые Богены
Новые Богены (рум. Boghenii Noi, Богений-Ной) — село в Унгенском районе Молдавии. Является административным центром коммуны Новые Богены, включающей также сёла Старые Богены, Изворены, Мирчешты и Пояна.

## География
Село расположено на высоте 116 метров над уровнем моря.

## Население
По данным переписи населения 2004 года, в селе Богений Ной проживает 585 человек (283 мужчины, 302 женщины).
Этнический состав села:
| Национальность | Число жителей | Процентный состав |
| -------------- | ------------- | ----------------- |
| молдаване      | 488           | 83.42             |
| украинцы       | 83            | 14.19             |
| румыны         | 10            | 1.71              |
| русские        | 2             | 0.34              |
| болгары        | 1             | 0.17              |
| прочие         | 1             | 0.17              |
| Всего          | 585           | 100%              |